# Iz the Wiz

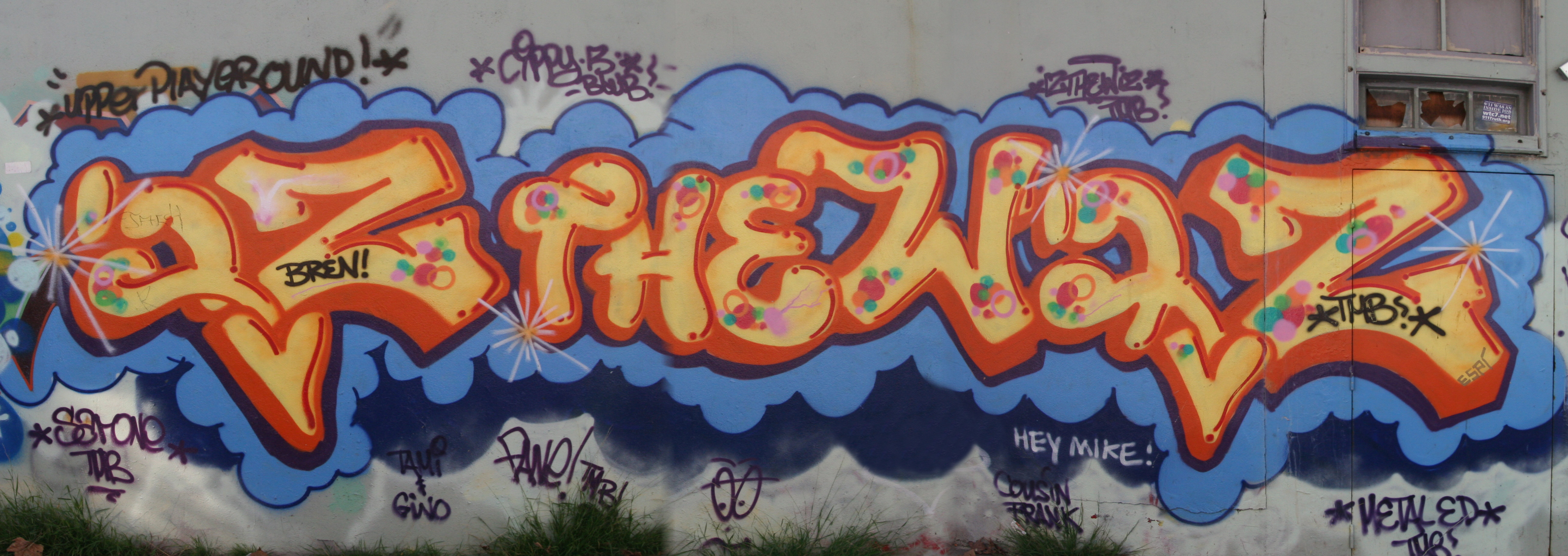
Graffiti von Iz the Wiz

Iz the Wiz (eigentlich Michael Martin; * 30. November 1958; † 17. Juni 2009) war ein US-amerikanischer Graffiti-Künstler. Er war einer der ersten und bekanntesten Graffiti-Künstler der 1970er und 1980er Jahre in New York.

## Leben
Iz the Wiz war seit 1972 in der Graffiti-Szene aktiv. Ein Plakat des Broadway-Musicals The Wiz inspirierte ihn 1975 zu seinem Künstlernamen Iz the Wiz. Im New Yorker Stadtbezirk Queens brachte er seine Werke vorzugsweise an der U-Bahn-Linie A, aber auch an Wänden an. Mit den Zügen zog sein Name durch die Stadt und machte ihn bekannt. In einer Nacht konnte er so über 100 Throw-Ups, schnell gemalte Bilder mit einfarbig schraffierter Füllung, entstehen lassen. Er war aber auch für seine größeren, aufwändiger gestalteten Bilder bekannt.
Seine Motive waren meistens farbenfrohe, waggonfüllende Schriftzüge, aber auch Porträts wie z. B. von John Lennon. Als einer der ersten Graffiti-Künstler legte er besonderen Wert darauf, eine Balance zwischen Quantität und Qualität zu halten und wurde so zu einem Vorbild für die Generation von Writern, die nach ihm kam. 1983 trat Iz the Wiz in der Dokumentation Style Wars auf. Außerdem hatte er im selben Jahr eine kleine Rolle im Film Wild Style.
Mitte der 1980er Jahre gingen die Behörden in New York stärker gegen Graffiti in der U-Bahn vor. Iz the Wiz zog sich daraufhin mehr und mehr aus der Graffiti-Szene zurück, erst in den 1990er Jahren wurde er in der Szene wieder aktiver und half unter anderem beim Aufbau der Phun Factory, einem Ort in Queens, an dem von 1994 bis 2001 Writer legal sprühen konnten. 1996 wurde bei ihm ein Nierenschaden diagnostiziert, wohl eine Folge des Sprühens ohne Schutzmaske, der ihn zur Dialyse zwang. Zuletzt verarmte er immer mehr und zog zu seinem Bruder nach Florida. Fünf Tage vor seinem Tod bemalte er in einer Kunstgalerie in der Bronx noch einmal vor Publikum einen lebensgroßen Nachbau eines U-Bahn-Zuges und produzierte davon ein Video.